# Der Tod eines Teemeisters
Der Tod eines Teemeisters (jap. 千利休, Sen no Rikyū) ist ein japanischer Film aus dem Jahr 1989, der auf dem Buch Die Erzählung des Honkakubo von Yasushi Inoue basiert. Regie führte Kei Kumai, das Drehbuch schrieb Yoshikata Yoda. Die Hauptrollen spielten Toshirō Mifune und Eiji Okuda.
Das filmische Werk selbst ist eine Reminiszenz des Regisseurs an die japanische Teezeremonie (Chadō). Wabi-Sabi, die von Sen no Rikyū gelehrten Grundprinzipien von Ethik, Schlichtheit und Schönheit liegen auch der Kameraführung zugrunde, die vorwiegend mit stillen Bildern und stehenden Aufnahmen arbeitet.

## Handlung
Japan im Jahre 1618: Honkakubo, ein buddhistischer Mönch und Schüler des größten japanischen Teemeisters Sen no Rikyū, der siebenundzwanzig Jahre früher auf Befehl des Fürsten Toyotomi Hideyoshi (Taiko) in Sakai Seppuku begehen musste, spürt mit einem anderen Schüler Rikyūs, Oda Urakusai, einem Bruder Oda Nobunagas, den Umständen des Todes seines Meisters nach, die bis in die heutige Zeit nicht sicher geklärt sind.
Dabei werden im filmischen Stoff die drei gängigsten Versionen zitiert, die zur Entfremdung zwischen Rikyū und seinem Fürsten Taiko geführt haben sollen. Zum Ersten soll sich Rikyū gegen den Koreafeldzug (Imjin-Krieg) ausgesprochen haben, den Taiko Hideyoshi aus innenpolitischen Erwägungen heraus plante und durchführte und der sich im Ergebnis als Desaster erwies. Wohl in diesem Sinne wurde Rikyū vorgeworfen, sich zum Christentum zu bekennen. Diese Religion wurde selbst vor den Verboten durch den Shogun Tokugawa Ieyasu in Japan misstrauisch betrachtet. Die Unterstellung, dass sich Rikyū dem Christentum nicht verschloss, wurde sicher durch den Umstand genährt, dass sich einer seiner Meisterschüler, Furuta Oribe, offen dieser in Japan neuen Glaubensrichtung angeschlossen hatte.
Des Weiteren hatten Mönche des Daitokuji-Tempels ihrem Förderer Rikyū ein lebensgroßes figürliches Abbild geschaffen, welches seinen Platz in einem Obergeschoss des Sanmon-Tempeltores  fand, durch das nur der Kaiser oder sein Stellvertreter (Taiko Hideyoshi) hindurchtreten durften. Die Vorstellung, unter den Füßen eines seiner Untertanen hindurchlaufen zu müssen, sei es auch nur eine Statue, soll den Fürsten zur Weißglut gebracht haben.
Der Konflikt zwischen dem Fürsten und seinem Teemeister wurde filmisch an verschiedenen Eckpunkten fokussiert: So wird ausführlich über eine Abschiedszeremonie erzählt, die Rikyū für drei führende Mönche direkt unterhalb des Jurakudai-Palastes gab, die zum Herrscher bereits in offener Opposition standen und deshalb in „das Land des Westens“ verbannt wurden. Um der Provokation noch das i-Tüpfelchen aufzusetzen, verwendete Rikyū als begleitenden Raumschmuck  ungefragt ein Rollbild aus dem Privatbesitz des Fürsten, auf dem ein Gedicht des chinesischen Zen-Mönchs Xutang Chiu (1185–1269) (jap.: Kidō Chigu) zu lesen war. Es lautete:
Die Blätter sind vom Baum gefallen, die Luft im Herbst ist kalt und klar. Der an Bildung und Tugend hervorragende Mann wird den Zen-Tempel verlassen. Hoffentlich kehrt er bald zurück und erzählt, was sein Herz bewegt.
Sollte sich dieser Vorgang so abgespielt haben, stellte er eine offene Kriegserklärung an den Dienstherren dar, die dieser nur mit äußerster Gewalt beantworten konnte, wollte er nicht Gefahr laufen, das Gesicht zu verlieren.
Keine der Versionen ist gesichert. Doch jede für sich weist auf eine einzige Aussage hin: Der unüberbrückbare Gegensatz zwischen Macht und Ethos, und der zum Scheitern verurteilte Versuch, die Kraft der Ethik der Macht entgegenzusetzen.
Das erkennend soll Rikyū in seinen letzten Lebensjahren auf das offene Zerwürfnis mit seinem Dienstherren mit all seinen fatalen Konsequenzen hingearbeitet haben.
Dennoch war Rikyū dem Leben und der Schönheit fest verbunden. Auf die Frage seines Schülers Furuta Oribe nach seinem Motto antwortet der Meister kurz und knapp: Inochi (dt. Leben). Er erklärt seinen Konfrontationskurs dem Taiko gegenüber mit den Worten: „So wie es Dinge gibt, die Ihr als Fürst schützen müsst, gibt es Dinge, die ich als Teemeister verteidigen muss!“
Im Film nähern sich Honkakubo und Uraku schrittweise diesen Einsichten. Beide entscheiden sich, obwohl die große Zeit des Teekultes definitiv vorbei ist, in Meditation und Handlung trotzdem kompromisslos auf dem kalten und steinigen Weg des Tees zu verbleiben.
Rikyū selbst taucht in Rückblenden und Erscheinungen Honkakubos immer wieder auf.
Erwähnung finden im Film auch andere große Gestalter des Teekultes, wie Toyobo, Yamanoue Soji und Furuta Oribe, die jeweils in einem Zentrum der japanischen Macht agierend die Politik ihres Landes mitprägten.

## Veröffentlichungen
Der Film kam am 7. Oktober 1989 in die japanischen Kinos und spielte dort insgesamt 750 Millionen Yen ein. Damit war er kommerziell gesehen weniger erfolgreich als der im selben Jahr veröffentlichte, auf einem anderen Buch basierende Film Rikyu, der Teemeister, bei dem Hiroshi Teshigahara Regie führte und der ein Einspielergebnis von 1,27 Milliarden Yen vorweisen konnte.

## Kritik
Die Zeitschrift Cinema bezeichnete den Film als „stilisierten Exkurs in die fernöstliche Philosophie“. Das Lexikon des internationalen Films bemerkt: „Ein hochstilisierter Abgesang auf untergegangene Traditionen und Werte, in strenge, nüchterne Bilder gefaßt, die sich ganz auf die Ausdruckskraft der Gesten und Gesichter einläßt.“

## Auszeichnungen
Bei den Filmfestspielen von Venedig, dem neben der Berlinale und den Filmfestspielen von Cannes bedeutendsten Filmfestival, lief Der Tod eines Teemeisters im Wettbewerb um den Hauptpreis, den Goldenen Löwen, musste sich aber Hou Hsiao-Hsiens Die Stadt der Traurigkeit geschlagen geben. Stattdessen gewann der Film den Silbernen Löwen, gemeinsam mit João César Monteiros Erinnerungen an das gelbe Haus.
Der Film war bei der Verleihung der Japanese Academy Awards 1990 in elf Kategorien nominiert, allerdings gewann nur Yasuo Iwaki für die Beste Beleuchtung. Die weiteren Nominierungen erfolgten in den Kategorien Bester Film, Beste Regie, Bestes Drehbuch, Bester Hauptdarsteller (Eiji Okuda), Beste Kamera, Bester Schnitt, Bester Ton, Beste Ausstattung, Beste Musik und Bester Nebendarsteller (Kinnosuke Yorozuya). Yoshitaka Yoda gewann einen Kinema Junpo Award für das Beste Drehbuch.